# James Le Jeune
Pour les articles homonymes, voir Le Jeune.
James Le Jeune, né le 24 mai 1910 à Saskatoon en Saskatchewan et mort le 29 janvier 1983 à Blackrock, est un artiste canado-irlandais qui peint des portraits, des paysages et des marines.

## Biographie

### Jeunesse
James George Le Jeune naît le 24 mai 1910 à Saskatoon en Saskatchewan. Il est le fils d'Anthony Le Jeune, un musicien d'origine anglaise et française, et d'Agnès de Galway. Sa grand-mère paternelle Elizabeth Blennerhasset est également originaire de Galway. Son grand-oncle est le peintre anglais de l'époque victorienne Henry Le Jeune, associé de la Royal Academy of Arts. James Le Jeune est le plus jeune d'une fratrie de cinq enfants : trois garçons et deux filles.
Quand il a deux ans, sa famille s'installe à Saint-Brieuc en Bretagne où il fréquente une école des Frères Chrétiens. Il poursuit sa scolarité dans un internat à Northampton, en Angleterre.

### Carrière
Au début des années 1930, James Le Jeune commence une formation artistique à Paris, puis à Londres à la Heatherley School of Fine Art et à la Byam Shaw School of Art. Il s'installe aux États-Unis et fréquente l'Art Students League of New York. Il étudie également l'architecture à la Central London Polytechnic sous la direction de Sir Giles Gilbert Scott pendant trois ans.
Lorsque la Seconde Guerre mondiale éclate, James Le Jeune sert dans l'armée britannique en Afrique et en Italie. Après la fin de la guerre, il travaille comme architecte, sans toutefois avoir perdu son intérêt pour la peinture. En 1948, il expose avec le New English Art Club au Bank Field Museum aux côtés de R. O. Dunlop et de John Anderson. Il expose également au Royal Institute of Oil Painters, Fisherman's Regatta et à la Society of Marine Artists, où il est seulement l'un des 40 membres.
En 1950, James Le Jeune et sa femme Pamela (née Mocatta) s'installent à Delgany, dans le comté de Wicklow, où il conçoit et construit sa propre maison. Il exerce brièvement la profession d'architecte, mais l'abandonne pour se consacrer à la peinture. James Le Jeune a trois filles, dont l'une devient une artiste autodidacte. Il participe également à l'exposition annuelle de la Royal Scottish Academy en 1950.
En 1951, à l'âge de 41 ans, James Le Jeune commence à exposer à la Royal Hibernian Academy, où il restera régulièrement pendant 31 ans, jusqu'en 1982. Il expose également deux peintures à l'Irish Exhibition of Living Art en 1951. En 1953, James Le Jeune expose plusieurs tableaux à la Royal Watercolour Society de Londres, où le critique d'art du Guardian note que « The mantle of the late William Walcot seems to have descended on James Le Jeune who depicts Piccadilly and York Minster with much the same slashing brush strokes and at least an equal ability to organise an apparent chaos into three-dimensional buildings. ».
En 1955, James Le Jeune expose pour la première fois avec la Society of Dublin Painters et avec la Water Colour Society of Ireland. Il retourne à la Society of Dublin Painters en 1956, et expose avec la Water Colour Society of Ireland à deux reprises, en 1956 et en 1959. Il présente des œuvres lors des expositions de l'Oireachtas de 1961 et 1963.
Sa première exposition personnelle a lieu à la Victor Waddington Galleries de Dublin en 1954. Elle comprend un certain nombre de scènes de rue de Londres et de Dublin, ainsi que des peintures de ses voyages à l'étranger, à Alger et à Palmero. Il présente également une aquarelle, Perugia, à la 186e exposition d'été de la Royal Academy of Arts en 1954.
En 1956, il organise une exposition au Little Theatre, Brown Thomas. En commentant son exposition au Brown Thomas, The Dublin Magazine note que : « This artist's palette in landscape is inclined to be over-sombre; in his portraits on the other hand, his low tones give depth and background, and his subjects are almost startling in their truth and reality – seen with a touch of humour which stops short of caricature. »,.
James Le Jeune retourne au même endroit pour une exposition solo l'année suivante, lorsque le critique d'art du Dublin Evening Mail déclare que l'exposition « établit cet artiste comme l'un des meilleurs portraitistes de ce pays ». Il organise une autre exposition personnelle à la galerie Brown Thomas en 1959, alors que son adresse est indiquée comme étant celle de la galerie Rowley.
En 1960, James Le Jeune s'installe dans un nouvel atelier au 38 Baggot Lane à Dublin, en Irlande, où il vit et travaille jusqu'à sa mort en 1983. Entre 1964 et 1969, il ouvre et entretient un atelier à New York et partage son temps entre les deux villes. Jimmy, comme on l'appelle localement, est un visiteur régulier du pub Searsons et The Waterloo sur Baggot Street. Un an après avoir ouvert son atelier à Dublin, James Le Jeune est nommé associé de la Royal Hibernian Academy (RHA),. De 1961 à 1972, il expose en tant que membre avant de devenir membre à part entière de la RHA en 1973.

### Mort et héritage
James Le Jeune meurt le 29 janvier 1983 à Blackrock, dans le comté de Dublin, après avoir subi une crise cardiaque un mois plus tôt. Il laisse dans le deuil trois filles. Il est inhumé à Kilquade, County Wicklow.
Écrivant pour l' Irish Independent vingt-cinq ans plus tard, en 2008, le journaliste Con Houlihan s'est exprimé sur son ami : « James was what you might call a painters' painter: he was greatly respected by his fellows but not as well known to the public. He had the invaluable gift of being able to laugh at himself. He was a brilliant catcher in the wry. ».
On peut trouver des exemples de ses œuvres à la Newport Art Gallery, à la Galerie nationale d'Irlande, à la National Self Portrait Collection of Ireland, à l'Abbey Theatre, à la Crawford Municipal Art Gallery, à la McKee Barracks, à Kings Inns et à l'United Arts Club.

## Sélection d'œuvres
En mars 1996, le tableau de James Le Jeune, Enfants jouant sur une plage, a été vendu pour 8 700 livres sterling. En octobre de la même année, le tableau Children Paddling Near Dalkey s'est vendu pour 3 100 livres sterling et son tableau The Final/ Furlong pour 2 450 livres sterling. Deux mois plus tard, son tableau Enfants jouant dans un jardin s'est vendu pour 8 000 livres sterling et son tableau Enfants sur une plage est parti pour 6 200 livres sterling.
En décembre 2003, le tableau At The Races - Longchamps a été vendu pour 12 000 euros. En 2008, the Perfect Storm – Waves Off Brittainy Coast s'est vendue 51 764 USD.